# Eumolp
Segons la mitologia grega, Eumolp (en grec antic Εὔμολπος) va ser un heroi, fill de Posidó i de Quíone, filla de Bòreas.
Quíone, per por del seu pare, el llançà al mar després de néixer, però Posidó el recollí i el portà a Etiòpia, on el va confiar a una filla que havia tingut amb Amfitrite, Bentesicime, que el va criar. Quan Eumolp es va fer gran, el marit de la seva mare adoptiva li va donar en matrimoni una de les seves filles, però ell va voler violar una de les seves cunyades. Per això va ser desterrat, i amb el seu fill Ísmar va anar a la cort del rei de Tràcia, Tegiri, que va casar Ísmar amb una de les seves filles. Però Eumolp va participar en una rebel·lió contra el rei, va ser descobert i va haver de fugir. Es va refugiar a Eleusis i es va guanyar la simpatia dels habitants de la ciutat. Alguns autors diuen que va reorganitzar els misteris d'Eleusis. Quan uns anys més tard Ísmar va morir, Eumolp es reconcilià amb Tegiri, que el va cridar al seu costat i li va llegar el reialme. Quan Eumolp era rei, es va declarar la guerra entre els habitants d'Eleusis i els d'Atenes, conduïts per Erecteu. Cridat pels seus amics, Eumolp va acudir a ajudar els habitants d'Eleusis amb un exèrcit de tracis. Però va ser derrotat i Erecteu el va matar. El seu pare, Posidó, el va venjar, aconseguint que Zeus fulminés amb un llamp el vencedor, Erecteu.
Eumolp va purificar Hèracles per la mort dels centaures. La família sacerdotal dels Eumòlpides es considerava descendent d'Eumolp. El seu fill Cèrix (l'herald) tenia un paper important en els misteris d'Eleusis. És l'antecessor dels Cerices, els heralds que presidien les iniciacions als misteris.
Algunes tradicions vinculen Eumolp amb Museu, que tan aviat és el seu pare com el seu fill. Però hi ha discrepàncies sobre la personalitat d'Eumolp fundador dels misteris. De vegades se'l considera un personatge totalment diferent del fill de Quíone, i se'l fa fill de Deíope i net de Triptòlem.